# Differenzielle Entspannung
Unter dem Begriff differenzielle (oder differentielle)  Entspannung versteht man die Entspannung aller Muskeln, die zu einer bestimmten Tätigkeit unnötig sind. Mit anderen Worten soll die überflüssige Spannung, die nichts zum Verhalten beiträgt, abgebaut werden. Es geht also um eine Ökonomisierung aller Aktivitäten. Diese Ökonomisierung ist insbesondere für Sportler interessant. In der psychologischen Schmerztherapie soll in möglichst vielen Alltagssituationen überflüssige Anspannung reduziert werden.
Differenzielle Entspannung kann mit Übungsmöglichkeiten im Alltag integriert werden. Ein dann vermindertes Erregungsniveau kann über den ganzen Tag gehalten werden und auch zur situationsspezifischen Entspannung genutzt werden.